# Donnelly River
Donnelly River är ett vattendrag i Australien. Det ligger i delstaten Western Australia, omkring 280 kilometer söder om delstatshuvudstaden Perth.
Genomsnittlig årsnederbörd är 1 184 millimeter. Den regnigaste månaden är maj, med i genomsnitt 208 mm nederbörd, och den torraste är januari, med 14 mm nederbörd.